# Lázár Szentes
Lázár Szentes (hongarès: Szentes Lázár)  (Bonyhád, 12 de desembre de 1955) és un antic futbolista hongarès de la dècada de 1980 i entrenador de futbol.
Fou internacional amb la selecció d'Hongria, amb la qual disputà la Copa del Món de futbol de 1982.
Va ser jugador de Zalaegerszegi TE, Győri Rába ETO i Vitória Setúbal.
Un cop retirat fou entrenador, principalmente a clubs hongaresos.
- 1992: 	Győri Rába ETO
- 1993-1998: ASV Zurndorf
- 1998-2000: Tiszaújvárosi FC
- 2000-2001: Egri FC
- 2001-2002: Haladás
- 2002-2004: Debreceni VSC
- 2005: Lombard Pápa
- 2006: Zalaegerszegi TE
- 2007-2008: Integrál-DAC
- 2008-2009: Újpest FC
- 2009-2010: Nyíregyháza
- 2012-2013: Diósgyőri VTK
- 2014-2015: Haladás
- 2015-2017: Ittihad FC
- 2017-2018: Győri ETO FC